# Піпін (мюзикл)
«Піпін» (англ. Pippin) — мюзикл 1972 року з музикою та словами Стівена Шварца та за книгою Роджера О. Гірсона. Боб Фосс, який  був режисером оригінальної бродвейської постановки, також взяв участь у створенні лібрето. У мюзиклі використовується передумова таємничої виконавської трупи, очолюваної провідним актором, щоб розповісти історію про Піпіна, молодого принца, який шукає сенс життя. «Четверта стіна» руйнується багато разів під час більшості традиційних постановок.
Головний герой, Піпін, і його батько, Карл Великий, є персонажами, похідними від двох історичних постатей раннього Середньовіччя, хоча сюжет вигаданий і не представляє історичної точності щодо жодного з них. Шоу було частково профінансовано Motown Records.
Мюзикл розповідає про життя Піпіна. Піпін — хлопчик, який незадоволений своїм життям і не знає, що йому робити, і під час вистави він пробуватиме різні способи, щоб нарешті знайти сенс свого існування.

## Акторський склад

###### Оригінальний акторський склад
- Піпін –  Джон Рубінштейн
- Провідний актор – Бен Верін
- Берта – Айрін Раян
- Катерина – Джилл Клейберг
- Карл Великий – Ерік Беррі
- Фастрада – Ліленд Палмер
- Тео – Шейн Нікерсон
- Левіс – Крістофер Чадмен

## Музичні композиції
Незважаючи на те, що «Піпін» написаний для виконання в одному акті, часто виставу розбивають на два акти. У двоактній версії, яка наразі ліцензована Musical Theatre International, антракт іде після «Morning Glow», а фінал дії I – скорочена версія «Magic to Do» – вставляється після вбивства Карла. Як і у випадку з новим закінченням, антракт можна додати на розсуд режисера без додаткового дозволу від творця.
- "Magic to Do" – провідний актор і ансамбль
- "Corner of the Sky" – Піпін
- "Welcome Home" – Карл Великий і Піпін
- "War Is a Science" – Карл Великий, Піпін і солдати
- "Glory" – провідний актор і солдати
- "Simple Joys" – провідний актор
- "No Time at All" – Берта і ансамбль
- "With You" – Піпін
- "Spread a Little Sunshine" – Фастрада
- "Morning Glow" – Піпін і ансамбль
- "Entr'acte" – ансамбль
- "On the Right Track" – провідний актор і Піпін
- "Kind of Woman" – Катерина і ансамбль
- "Extraordinary" – Піпін
- "Prayer for a Duck" – Піпін
- "Love Song" – Піпін і Катерина
- "I Guess I'll Miss the Man" – Катерина
- "Finale/Magic Shows and Miracles" – Провідний актор, Фастрада, Піпін, ансамбль
- Corner of the Sky (Reprise) – Тео

## Кінострічка
У 1981 році постановку «Піпіна» було знято на відео для канадського телебачення. Режисеркою сценічної постановки виступила Кетрин Добі, капітан танців був Боб Фоссе для оригінальної бродвейської постановки, а режисером відео став Девід Шіхан. Бен Верін повернувся на роль провідного актора, а Вільям Кетт зіграв роль Піпіна. Однак ця версія була скороченою адаптацією, і кілька розділів п'єси були вирізані. 
До акторського складу увійшли:
- Бен Верін як провідний актор
- Вільям Кетт у ролі Піпіна
- Леслі Денністон у ролі Кетрін
- Бенджамін Рейсон — Карл Великий
- Марта Рей — Берта
- Чіта Рівера — Фастрада
- Крістофер Чедмен в ролі Льюїса

У 2003 році після успіху екранізації мюзиклу «Чікаго» Miramax придбала права на повнометражний фільм «Піпін». У квітні 2013 року було оголошено, що The Weinstein Company доручила режисеру/сценаристу Джеймсу Понсолдту написати та адаптувати фільм. У грудні 2014 року Крейг Задан оголосив, що його наступним проектом із співпродюсером Нілом Мероном стане «Піпін», який буде створений для The Weinstein Company. У квітні 2018 року права на фільм тихо повернулися до Шварца після того, як The Weinstein Company оголосила про банкрутство, а  проект був переданий іншим студіям.